# قائمة موانئ مصر البحرية
هيئات الموانيء المصرية يوجد بمصر حوالي 15 ميناء تجاري أهمها ميناء الإسكندرية والكثير من الموانئ التخصصية وتنقسم إلى موانئ بترولية وعددها 11 وأهمها ميناء رأس غارب وموانئ تعدينية وعددها 7 وأهمها ميناء سفاجا التعديني (أبوطرطور) وموانئ سياحية وعددها 5 وأهمها ميناء بورت غالب وموانئ صيد وعددها 4 وأهمها ميناء الصيد البحري ببور سعيد كما يوجد بمصر 17 نقطة سروج وأهمها الانفوشي وأبو قير وميناء مطروح. كما حققت موانئ مصر تداولات بقيمة 156 مليون طن بضائع في عام 2020.

## الموانئ التخصصية

### موانئ بترولية
- رأس غارب
- وادي فيران (النزازات - أبو رديس)
- رأس شقير
- رأس سدر
- الحمرا (العلمين)
- مرسي بدران
- جبل الزيت البحري
- شرق الزيت البحري
- بتروجيت (المعدية)
- ادكو الغاز المسال
- بتروجيت (خليج الزيت)
- أبو قير
- دمياط الجديدة (سيجاس)
- ميناء سيدي كرير.

### موانئ تعدينية
- أبو زنيمة
- الحمراوين
- الرصيف البحري (رأس حجرية)
- أبو غصون
- القصير
- سفاجا التعديني (أبو طرطور)
- سفاجا التعديني (المصريين)

### موانئ سياحية
- مارينا بورت غالب
- مارينا مرتفعات طابا
- مارينا الجونة
- مارينا الغردقة
- مارينا وادي الدوم

### موانئ صيد
- الصيد البحري ببور سعيد
- بوغاز المعدية
- الصيد الاتكة
- البرلس الجديد

### المراسي ونقط السروج
- ميناء مطروح
- أبو قير
- الانفوشي
- الميناء الشرقي
- السويس
- بوغاز رشيد
- العريش
- الغردقة
- جمصة
- الطور
- مرسي سفاجا
- نقطة السخنة
- نقطة دهب
- مرسي شلاتين
- مرسي برنيس الحربي
- مرسي أبو رماد
- عزبة البرج

## الموانئ التجارية
| الميناء            | كثافة الماء    | مقدار المد والجزر                 |
| ------------------ | -------------- | --------------------------------- |
| ميناء الإسكندرية   | 1.030 جم/ سم3  | 0.46 متر فوق مستوي المنسوب الثابت |
| ميناء بور سعيد     | 1.025 جم / سم3 | 0.3 متر فوق مستوي المنسوب الثابت  |
| ميناء السويس       | 1.04 جم / سم3  | 1.7 متر فوق مستوي المنسوب الثابت  |
| ميناء دمياط        | 1.025 جم / سم3 | 0.16 متر فوق مستوي المنسوب الثابت |
| ميناء شرق بور سعيد | 1.003 جم / سم3 | 0.7 متر فوق مستوي المنسوب الثابت  |
| ميناء الدخيلة      | 1.030 جم / سم3 | 0.46 متر فوق مستوي المنسوب الثابت |
| ميناء نويبع        | 1.04 جم / سم3  | 1.8 متر فوق مستوي المنسوب الثابت  |
| ميناء سفاجا        | 1.04 جم / سم3  | 1.7 متر فوق مستوي المنسوب الثابت  |
| ميناء السخنة       | 1.04 جم / سم3  | 1.7 متر فوق مستوي المنسوب الثابت  |
| ميناء شرم الشيخ    | 1.04 جم / سم3  | 1.8 متر فوق مستوي المنسوب الثابت  |
| ميناء الطور        | 1.04 جم / سم3  | 1.8 متر فوق مستوي المنسوب الثابت  |
| ميناء العريش       | 1.003 جم / سم3 | 0.35 متر فوق مستوي المنسوب الثابت |
| ميناء الغردقة      |                |                                   |
| ميناء الأدبية      | 1.04 جم / سم3  | 1.7 متر فوق مستوي المنسوب الثابت  |
| ميناء حوض البترول  | 1.04 جم / سم3  | 1.7 متر فوق مستوي المنسوب الثابت  |